# Cantons de la Droma

Districtes i cantons de la Droma

Els cantons de la Droma són 36 i s'agrupen en tres districtes: 
- Districte de Diá (9 cantons), amb cap a la sotsprefectura de Diá: 
  - cantó de Bordèus
  - cantó de Chapèla de Vercòrs
  - cantó de Chastilhon de Diés
  - cantó de Creis Nord
  - cantó de Creis Sud
  - cantó de Diá
  - cantó de Luc de Diés
  - cantó de La Mota de Chalancon
  - cantó de Salhans

- Districte de Niom (11 cantons), amb cap a la sotsprefectura de Niom: 
  - cantó de Lo Bois dei Baroniás
  - cantó de Dieulofet
  - cantó de Grinhan
  - cantó de Marçana
  - cantó de Montelaimar-1
  - cantó de Montelaimar-2
  - cantó de Niom
  - cantó de Pierlata
  - cantó de Remusat
  - cantó de Sent Paul de Tricastin
  - cantó de Sederon

- Districte de Valença (16 cantons) amb cap a la prefectura de Valença: 
  - cantó de Lo Borg dau Peatge
  - cantó de Lo Borg de Valença
  - cantó de Chabuelh
  - cantó de Le Grand-Serre
  - cantó de L'Auriòu de Droma
  - cantó de Pòrtas de Valença
  - cantó de Rumans d'Isèra-1
  - cantó de Rumans d'Isèra-2
  - cantó de Sant Donat
  - cantó de Sant Joan de Roians
  - cantó de Sant Valier (Droma)
  - cantó de Tinh de l'Ermitatge
  - cantó de Valença-1
  - cantó de Valença-2
  - cantó de Valença-3
  - cantó de Valença-4